# Locomotiva FS 473
La locomotiva gruppo 473 era una locomotiva a vapore delle Ferrovie dello Stato acquisita in conto riparazioni di guerra, nel 1919, in seguito al Trattato di Versailles.

## Storia
Le locomotive erano un prodotto delle industrie tedesche Henschel & Sohn, Borsig, Rheinmetall, Grafenstaden, Krupp, Orenstein & Koppel e Hohenzollern il cui numero raggiunse a fine produzione le 3000 unità circa e la cui produzione era iniziata nel 1910.
Alla fine della prima guerra mondiale molte di esse vennero cedute come risarcimento danni di guerra a vari paesi europei; circa 200 locomotive ferroviarie di costruzione tedesca di vari gruppi vennero assegnate all'Italia; tra queste è il gruppo di 9 locomotive appartenenti al gruppo prussiano delle "prussiane" G 10 costruite quasi tutte tra il 1917 e il 1918 dalla fabbrica tedesca di locomotive, Henschel & Sohn e quindi quasi nuove di fabbrica; faceva eccezione solo la 004 che era stata costruita nel 1914 dalla Borsig.
Le locomotive vennero immatricolate nel parco rotabili delle Ferrovie dello Stato come gruppo 473 con i numeri progressivi 001-009 e assegnate a Torino per il servizio sulle linee ad essa afferenti. Successivamente furono divise tra gli impianti di Pistoia, di Alessandria e di Milano Smistamento per il traino dei treni merci di elevata composizione; in seguito vennero assegnate al servizio di manovra pesante fino alla fine degli anni cinquanta. L'ultima di esse venne demolita nel 1963.

## Caratteristiche
Le locomotive del Gruppo 473 erano a vapore surriscaldato, con surriscaldatore tipo Schmidt e pressione di esercizio in caldaia di 12 bar; l'acqua veniva preriscaldata da un preriscaldatore Knorr. Il meccanismo motore era il semplice ma robusto tipo a 2 cilindri gemelli, esterni al telaio, a semplice espansione. La distribuzione era del tipo classico a cassetto cilindrico con meccanismo di azionamento tipo Walschaerts.
Il rodiggio 0-5-0 permetteva una marcia equilibrata nei due sensi e una notevole forza di trazione essendo massima la massa aderente. Per agevolare l'inscrizione in curva l'asse centrale aveva il bordino si spessore ridotto di 5 mm e gli assi estremi, anteriore e posteriore potevano traslare di 28 mm per lato. Il peso in servizio era di 70,5 t, la velocità massima 60 km/ora.
L'impianto frenante era ad aria compressa del tipo automatico Westinghouse; era inoltre presente il freno moderabile. Il compressore d'aria era del tipo a due stadi di pressione. Era dotata di prese per il riscaldamento a vapore dei treni viaggiatori. Alle locomotive era accoppiato un tender di tipo 3T16,5 in grado di trasportare 7 t di carbone e 16,5 m³ di acqua.

## Corrispondenza locomotive ex prussiane G 10 e numerazione FS[4]
| Numero e gruppo FS | numero | fabbrica | anno di fabbricazione | demolizione o alienazione |
| ------------------ | ------ | -------- | --------------------- | ------------------------- |
| 473.001            | 5404   | Henschel | 1918                  | 1960                      |
| 473.002            | 5446   | Henschel | 1917                  | 1953                      |
| 473.003            | 5449   | Henschel | 1917                  | 1961                      |
| 473.004            | 5480   | Borsig   | 1914                  | 1954                      |
| 473.005            | 5498   | Henschel | 1918                  | 1963                      |
| 473.006            | 5499   | Henschel | 1918                  | 1959                      |
| 473.007            | 5503   | Henschel | 1918                  | 1961                      |
| 473.008            | 5505   | Henschel | 1918                  | 1956                      |
| 473.009            | 5529   | Henschel | 1918                  | 1959                      |